# Списък с бестселърите в САЩ 1980-1989
Списък с бестселърите в САЩ според „Publishers Weekly“ от 1980 до 1989 година.

## 1980
1. The Covenant от James A. Michener
2. Самоличността на Борн от Робърт Лъдлъм
3. Rage of Angels от Сидни Шелдън
4. Принцеса Дейзи от Джудит Кранц
5. Подпалвачката от Стивън Кинг
6. The Key to Rebecca от Кен Фолет
7. Random Winds от Белва Плейн
8. Дяволската алтернатива от Фредерик Форсайт
9. The Fifth Horseman от Larry Collins and Dominique Lapierre
10. The Spike от Arnaud de Borchgrave and Робърт Мос

## 1981
1. Търговска къща от Джеймс Клавел
2. The Hotel New Hampshire от Джон Ървинг
3. Куджо от Стивън Кинг
4. An Indecent Obsession от Колийн Маккълоу
5. Паркът Горки от Мартин Круз Смит
6. Masquerade от Kit Williams
7. Сбогом, Жанет от Харолд Робинс
8. Третият смъртен грях от Лорънс Сандърс
9. The Glitter Dome от Джоузеф Уомбо
10. No Time for Tears от Cynthia Freeman

## 1982
1. Извънземното от Уилям Коцуинкъл
2. Space от James A. Michener
3. Мозайката на Парсифал от Робърт Лъдлъм
4. Master of the Game от Сидни Шелдън
5. Дъщерята на Мистрал от Джудит Кранц
6. Долината на конете от Джийн Оел
7. Особени сезони от Стивън Кинг
8. North and South от Джон Джейкс
9. 2010: Втора Одисея от Артър Кларк
10. The Man from St. Petersburg от Кен Фолет

## 1983
1. Завръщането на джедаите от Джеймс Кан
2. Poland от James A. Michener
3. Гробище за домашни любимци от Стивън Кинг
4. Малката барабанчица от Джон льо Каре
5. Кристин от Стивън Кинг
6. Changes от Даниел Стийл
7. Името на розата от Умберто Еко
8. White Gold Wielder от Стивън Р. Доналдсън
9. Холивудски съпруги от Джаки Колинс
10. The Lonesome Gods от Луис Л'Амур

## 1984
1. Талисманът от Стивън Кинг и Питър Строб
2. The Aquitaine Progression от Робърт Лъдлъм
3. Сицилианецът от Марио Пузо
4. Love and War от Джон Джейкс
5. The Butter Battle Book от Доктор Сюс
6. ...And the Ladies of the Club от Helen Hooven Santmyer
7. Четвъртият протокол от Фредерик Форсайт
8. Пълен кръг от Даниел Стийл
9. The Life and Hard Times of Heidi Abromowitz от Joan Rivers
10. Линкълн от Гор Видал

## 1985
1. Ловците на мамути от Джийн Оел
2. Texas от James A. Michener
3. Lake Wobegon Days от Garrison Keillor
4. Ако утрото настъпи от Сидни Шелдън
5. За всекиго по нещо от Стивън Кинг
6. Тайни от Даниел Стийл
7. Контакт от Карл Сейгън
8. Лъки от Джаки Колинс
9. Семеен албум от Даниел Стийл
10. Jubal Sackett от Луис Л'Амур

## 1986
1. То от Стивън Кинг
2. Операция „Червена буря“ от Том Кланси и Лари Бонд
3. Вихрушка от Джеймс Клавел
4. Превъзходството на Борн (роман) от Робърт Лъдлъм
5. Холивудски съпруги от Джаки Колинс
6. Wanderlust от Даниел Стийл
7. Ще превзема Манхатън от Джудит Кранц
8. Last of the Breed от Луис Л'Амур
9. Принцът на приливите от Пат Конрой
10. A Perfect Spy от Джон льо Каре

## 1987
1. Томи Чукалата от Стивън Кинг
2. Патриотични игри от Том Кланси
3. Kaleidoscope от Даниел Стийл
4. Мизъри от Стивън Кинг
5. Leaving Home от Garrison Keillor
6. Вятърните мелници на боговете от Сидни Шелдън
7. Presumed Innocent от Скот Търоу
8. Fine Things от Даниел Стийл
9. Heaven and Hell от Джон Джейкс
10. Очите на Дракона от Стивън Кинг

## 1988
1. Кардинала от Кремъл от Том Кланси
2. Пясъците на времето от Сидни Шелдън
3. Зоя от Даниел Стийл
4. The Icarus Agenda от Робърт Лъдлъм
5. Alaska от James A. Michener
6. Till We Meet Again от Джудит Кранц
7. Кралицата на прокълнатите от Ан Райс
8. To Be the Best от Барбара Тейлър Брадфорд
9. Едно от Ричард Бах
10. Mitla Pass от Leon Uris

## 1989
1. Реална опасност от Том Кланси
2. Тъмната половина от Стивън Кинг
3. Daddy от Даниел Стийл
4. Звезда от Даниел Стийл
5. Caribbean от James A. Michener
6. Сатанински строфи от Салман Рушди
7. Отдел „Русия“ от Джон льо Каре
8. Устоите на земята от Кен Фолет
9. California Gold от Джон Джейкс
10. While My Pretty One Sleeps от Мери Хигинс Кларк